# FS ALn 772 sorozat

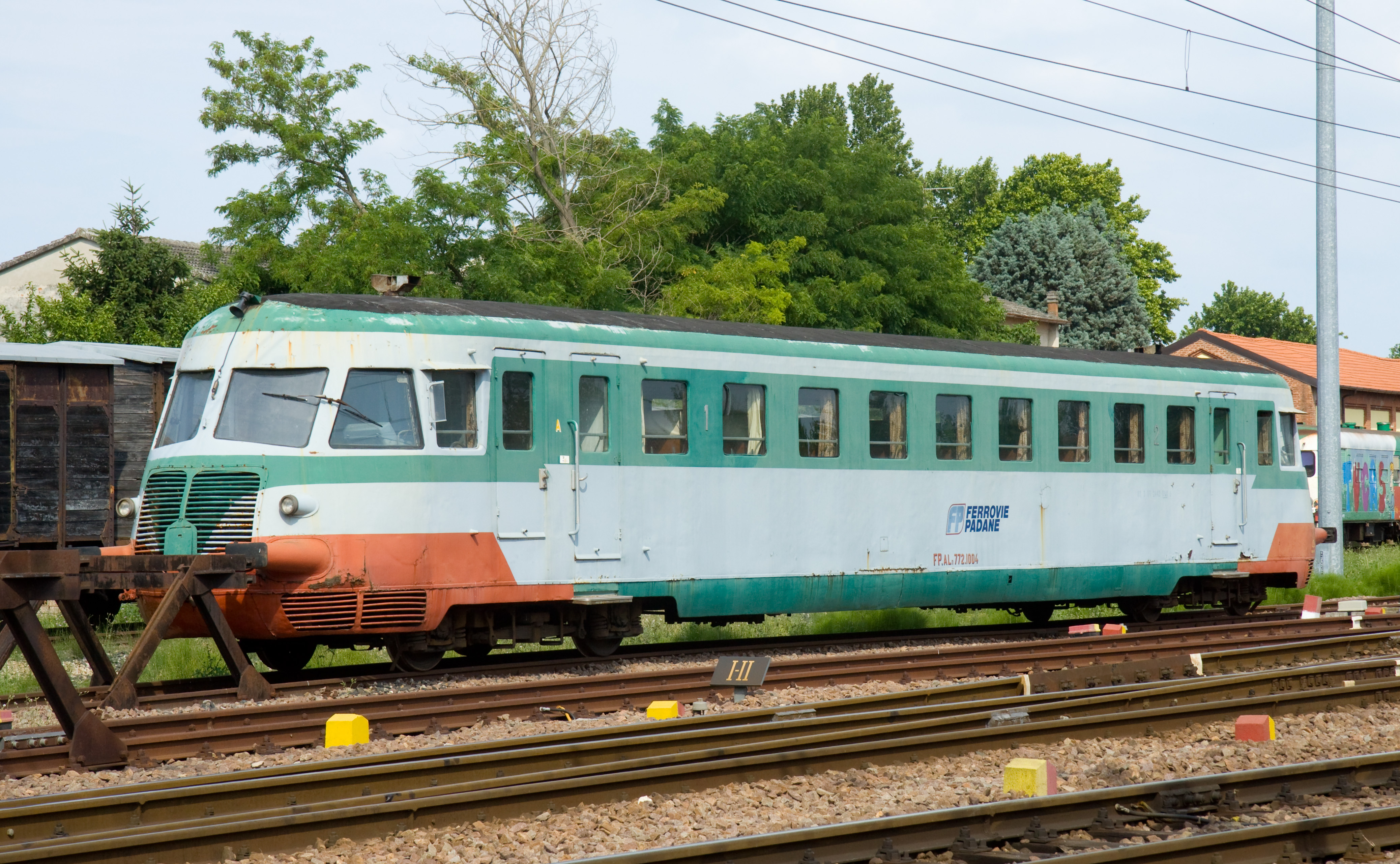
ALn 772 a Ferrovie Padane

Az FS ALn 772 sorozat egy háromrészes, (1A)(A1) tengelyelrendezésű olasz dízelmotorvonat-sorozat. 1940 és 1943, majd 1948 és 1950, majd 1955 és 1957 között gyártotta a Fiat és az OM. Összesen 322 szerelvény készült az FS részére. 1986-ban kezdődött a sorozat selejtezése.